# Kris Kross Amsterdam
Kris Kross Amsterdam is een dj-trio uit Amsterdam, bestaand uit de broers Jordy en Sander Huisman en Yuki Kempees. De muziek van de groep is een mix van moderne r&b, hiphop, funk, soul, pop en house. De naam is een verwijzing naar het Amerikaanse rapduo Kris Kross bekend van het nummer Jump.

## Geschiedenis
Kris Kross Amsterdam is in 2011 in Amsterdam opgericht door de twee broers Jordy en  Sander Huisman. Met de naam Kris Kross Amsterdam, een eerbetoon aan het Amerikaanse rapduo, begonnen ze muziek te produceren die hun invloeden samenvoegde. Ze begonnen met feesten in hun thuisstad en begonnen later ook met het draaien van andere muziekstijlen zoals moderne r&b en hiphop. In 2014 sloot Yuki Kempees zich aan bij het duo. In 2015 tekende Kris Kross Amsterdam bij het platenlabel Spinnin' Records en brachten ze hun debuutsingle "Until the Morning" uit met MC CHOCO.
In februari 2016, bracht Kris Kross Amsterdam verschillende nummers uit op het platenlabel, waarbij zij wereldwijd de aandacht trokken. Ook werden de internationale hitsingles "Sex" met het Amerikaanse muziektrio Cheat Codes, "Are you Sure?" met Conor Maynard en Ty Dolla Sign en "Whenever" met Conor Maynard en The Boy Next Door uitgebracht. Het nummer "Whenever" is oorspronkelijk van Shakira met de naam Whenever, Wherever maar is in een andere stijl uitgebracht door Kris Kross Amsterdam. Het nummer werd elke dag meer dan een miljoen keer beluisterd en trok de aandacht van de Billboard Hot 100. Met Hij is van mij scoorden ze een nummer 1-hit in de Single Top 100. Het is de bestverkochte en gestreamde single van 2019.
Kris Kross Amsterdam heeft sinds 2010 negen keer in de Dance 15 gestaan, de jaarlijkse hitlijst van radioprogramma The X Vibe. Hun hoogste notering behaalde ze met How You Samba, deze kwam op plek 2 terecht in 2023.
Naast het maken van singles, geeft Kris Kross Amsterdam wereldwijd optredens. Zo stonden ze op verschillende podia, waaronder Mysteryland in Nederland, Tomorrowland in België, Parookaville in Duitsland en het Ultra Music Festival in de Verenigde Staten.

## Trivia
- Jordy en Sander Huisman zijn neven van presentator en zanger Henny Huisman.
- Yuki Kempees deed in 2021 mee aan Expeditie Robinson.[4]
- Jordy en Sander Huisman deden in 2022 samen mee aan de LEGO Masters kerstspecial.
- Jordy en Sander Huisman deden in 2023 beiden mee aan De Verraders. In de 10e aflevering werden zij als verraders ontmaskerd en verbannen.
- Yuki Kempees deed in 2023 mee aan Secret Duets.
- Yuki Kempees deed in 2023 mee aan Ik hou van Holland.
- Jordy en Sander Huisman deden in 2023 samen met hun oom Henny Huisman mee aan Upside Down.
- Jordy en Sander Huisman deden in 2024 samen mee aan Voor het blok.
- Yuki Kempees deed in 2024 mee aan Weet Ik Veel.
- Jordy en Sander Huisman deden in 2024 samen mee aan Hunted: Into the Wild VIPS.
- Yuki Kempees deed in 2024 mee aan Pokerface.
- Yuki Kempees deed in 2024/25 mee aan The Masked Singer als de kangoeroe.

- Gemeinsame Normdatei: 1316062341
- International Standard Name Identifier: 0000 0004 7154 5147
- MusicBrainz: e90b7b86-7930-4e67-a9c2-806171d11ac4